# Ayandeh Continental Team
Ayandeh Continental Team is een wielerploeg die een Iraanse licentie heeft. De ploeg bestaat sinds 2013 en vloeit voort uit het Oezbeekse Uzbekistan Suren Team. Ayandeh Continental Team komt uit in de Continentale circuits van de UCI. Mostafa Chaichi is de manager van de ploeg. Het team bestaat volledig uit Iraniërs. 

## Samenstellingen

### 2014
| Naam                             | Geboortedatum    | Nationaliteit | Ploeg 2013 |
| -------------------------------- | ---------------- | ------------- | ---------- |
| Mehdi Armoon                     | 12 augustus 1989 | Iran          | Neo        |
| Ali Ashkbous                     | 4 mei 1991       | Iran          |            |
| Mohamadesmail Chaichi            | 27 oktober 1994  | Iran          | Neo        |
| Hamed Ebadi                      | 17 juni 1992     | Iran          |            |
| Shahab Jadidoleslami             | 2 mei 1993       | Iran          | Neo        |
| Saleh Mashhadi                   | 15 februari 1987 | Iran          | Neo        |
| Mohsen Rahmanibeiragh            | 7 maart 1989     | Iran          |            |
| Seyedmiladmohammad Seyedghalichi | 11 december 1986 | Iran          |            |

### 2013
| Naam                                           | Geboortedatum    | Nationaliteit | Ploeg 2012                                    |
| ---------------------------------------------- | ---------------- | ------------- | --------------------------------------------- |
| Ali Ashkbous                                   | 4 mei 1991       | Iran          | Neo                                           |
| Soltani Behrouz                                | 16 maart 1992    | Iran          | Neo                                           |
| Hamed Ebadi                                    | 17 juni 1992     | Iran          | Neo                                           |
| Ahmad Ghamari (vanaf 1 juni)                   | 13 juni 1984     | Iran          | Neo                                           |
| Ali Khademi (vanaf 1 juni)                     | 1 januari 1992   | Iran          | Azad University Giant Team (tot 1 juni)       |
| Behnam Khalilikhosroshahi (vanaf 29 september) | 3 juni 1989      | Iran          | Azad University Giant Team (tot 28 september) |
| Behnam Maleki                                  | 2 december 1992  | Iran          | Neo                                           |
| Ramin Maleki (vanaf 1 juni)                    | 16 maart 1987    | Iran          | Azad University Giant Team (tot 1 juni)       |
| Arvin Moazzemi (vanaf 1 juni)                  | 26 maart 1990    | Iran          | Azad University Giant Team (tot 1 juni)       |
| Mohsen Rahmanibeiragh                          | 7 maart 1989     | Iran          | Neo                                           |
| Mohammad Rajablou (tot 27 juni)                | 6 april 1985     | Iran          | Geen                                          |
| Seyedmiladmohammad Seyedghalichi               | 11 december 1986 | Iran          | Neo                                           |
| Behrouz Soltani                                | 17 maart 1992    | Iran          | Neo                                           |